# Donnenheim
Donnenheim település Franciaországban, Bas-Rhin megyében. Lakosainak száma 363 fő (2022. január 1.). Donnenheim Bilwisheim, Brumath és Wingersheim-les-Quatre-Bans községekkel határos.

## Népesség
A település népességének változása:
| Lakosok száma | 268  | 309  | 351  | 349  | 350  | 352  | 354  | 363  | 363  |
|               | 2013 | 2015 | 2016 | 2017 | 2018 | 2019 | 2020 | 2021 | 2022 |